# Karibi klubcsapatok kupája
A karibi klubcsapatok kupája (angolul: CFU Club Championship) egy a CFU által kiírt nemzetközi labdarúgó-kupasorozat, amit 1997 óta rendeznek meg a karib-térség klubcsapatai számára, és egyben selejtezőtorna a CONCACAF-bajnokok ligájába.

## Korábbi győztesek
| Szezon                | Győztes                                      | Eredmény                                     | 2. helyezett                        | 3. helyezett                        | Eredmény                            | 4. helyezett                        |
| --------------------- | -------------------------------------------- | -------------------------------------------- | ----------------------------------- | ----------------------------------- | ----------------------------------- | ----------------------------------- |
| 1997                  | United Petrotrin                             | 2 – 1                                        | Seba United                         | N.R.M.                              |                                     | N.R.M.                              |
| 1998                  | Joe Public                                   | 1 – 0                                        | Caledonia AIA                       | N.R.M.                              |                                     | N.R.M.                              |
| 2000                  | Joe Public                                   | (1)                                          | W Connection                        | Harbour View                        | (1)                                 | Carioca FC                          |
| 2001                  | Defence Force                                | (2)                                          | W Connection                        | Racing Club Haïtien                 | (2)                                 | SNL                                 |
| 2002                  | W Connection                                 | (2)                                          | Arnett Gardens                      | Violette                            | (2)                                 | Harbour View                        |
| 2003                  | San Juan Jabloteh                            | 3 – 3 (4 – 2 t.) (2 – 1 / 1 – 2)             | W Connection                        | N.R.M.                              |                                     | N.R.M.                              |
| 2004                  | Harbour View                                 | 3 – 2 (1 – 1 / 2 – 1)                        | Tivoli Gardens                      | N.R.M.                              |                                     | N.R.M.                              |
| 2005                  | Portmore United                              | 5 – 2 (2 – 1 / 4 – 0)                        | Robinhood                           | N.R.M.                              |                                     | N.R.M.                              |
| 2006                  | W Connection                                 | 1 – 0                                        | San Juan Jabloteh                   | N.R.M.                              |                                     | N.R.M.                              |
| 2007 (3)              | Harbour View                                 | 2 – 1                                        | Joe Public                          | Puerto Rico Islanders               | 1 – 0 (1 – 0 / 0 – 0)               | San Juan Jabloteh                   |
| 2009                  | W Connection                                 | 2 – 1                                        | Puerto Rico Islanders               | San Juan Jabloteh                   | 2 – 1                               | Tempête                             |
| 2010                  | Puerto Rico Islanders                        | (1)                                          | Joe Public                          | San Juan Jabloteh                   | (1)                                 | Bayamón FC                          |
| 2011                  | Puerto Rico Islanders                        | 3 – 1 (h.u.)                                 | Tempête                             | Alpha United                        | 1 – 1 (4 – 3 t.)                    | Defence Force                       |
| 2012                  | Caledonia AIA                                | 1 – 1 (h.u.) (4 – 3 t.)                      | W Connection                        | Puerto Rico Islanders               | 2 – 0                               | Antigua Barracuda                   |
| Továbbjutott csapatok |                                              |                                              |                                     |                                     |                                     |                                     |
| 2013                  | W Connection (1. csoport győztese)           | W Connection (1. csoport győztese)           | Valencia FC (2. . csoport győztese) | Valencia FC (2. . csoport győztese) | Caledonia AIA (Rájátszás győztes)   | Caledonia AIA (Rájátszás győztes)   |
| 2014                  | Puerto Rico Bayamón FC (1. csoport győztese) | Puerto Rico Bayamón FC (1. csoport győztese) | Waterhouse (2. csoport győztese)    | Waterhouse (2. csoport győztese)    | Alpha United (3. csoport győztese)  | Alpha United (3. csoport győztese)  |
| Season                | Győztes                                      | Score                                        | 2. helyezett                        | 3. helyezett                        | Score                               | 4. helyezett                        |
| 2015                  | Central                                      | 2 – 1                                        | W Connection                        | Montego Bay United                  | 1 – 0                               | Don Bosco                           |
| 2016                  | 2016. február–május között játsszák          | 2016. február–május között játsszák          | 2016. február–május között játsszák | 2016. február–május között játsszák | 2016. február–május között játsszák | 2016. február–május között játsszák |

- N.R.M. – Nem rendezték meg
- h.u. – hosszabbítás után
- t. – tizenegyesekkel

### Helyezések klubcsapatonként
| Csapat                | Győzött | 2. hely | Győztes évek     | Vesztes évek                 |
| --------------------- | ------- | ------- | ---------------- | ---------------------------- |
| W Connection          | 3       | 5       | 2002, 2006, 2009 | 2000, 2001, 2003, 2012, 2015 |
| Joe Public            | 2       | 2       | 1998, 2000       | 2007, 2010                   |
| Puerto Rico Islanders | 2       | 1       | 2010, 2011       | 2009                         |
| Harbour View          | 2       | 0       | 2004, 2007       |                              |
| Caledonia AIA         | 1       | 1       | 2012             | 1998                         |
| San Juan Jabloteh     | 1       | 1       | 2003             | 2006                         |
| Central               | 1       | 0       | 2015             |                              |
| Portmore United       | 1       | 0       | 2005             |                              |
| Defence Force         | 1       | 0       | 2001             |                              |
| United Petrotrin      | 1       | 0       | 1997             |                              |
| Tempête               | 0       | 1       |                  | 2011                         |
| Robinhood             | 0       | 1       |                  | 2005                         |
| Tivoli Gardens        | 0       | 1       |                  | 2004                         |
| Arnett Gardens        | 0       | 1       |                  | 2002                         |
| Seba United           | 0       | 1       |                  | 1997                         |

### Helyezések országonként
| Ország             | Győztes | 2. hely | Győztes klubok | Vesztes klubok                                                             |
| ------------------ | ------- | ------- | --- | -------------------------------------------------------------------------- |
| Trinidad és Tobago | 10      | 9       | W Connection (3), Joe Public (2), San Juan Jabloteh (1), United Petrotrin (1), Defence Force (1), Caledonia AIA (1), Central (1) | W Connection (5), Joe Public (2), San Juan Jabloteh (1), Caledonia AIA (1) |
| Jamaica            | 3       | 3       | Harbour View (2), Portmore United (1)                                                                                            | Arnett Gardens (1), Tivoli Gardens (1), Seba United (1)                    |
| Puerto Rico        | 2       | 1       | Puerto Rico Islanders (2) | Puerto Rico Islanders (1)                                                  |
| Haiti              | 0       | 1       | | Tempête (1)                                                                |
| Suriname           | 0       | 1       | | Robinhood (1)                                                              |